# Amnésie écologique
L'amnésie écologique (parfois nommée amnésie générationnelle ou amnésie environnementale) est un concept développé en biologie de la conservation affirmant que chaque génération considère comme le point de référence initial d'un écosystème celui qu'il a connu depuis sa naissance, engendrant un syndrome de la référence changeante (shifting baseline syndrome en anglais). Cela conduit généralement à une anthropisation et une perte de biodiversité de plus en plus importante, la nouvelle génération prenant appui sur l'état « dégradé » qu'elle a toujours connu.

## Définition et causes
En période de crise environnementale complexe, la notion d'amnésie écologique ou shifting baseline syndrome est un des concepts qui permet d'appréhender la relation entre les êtres humains et la nature. Ce phénomène a été étudié et conceptualisé dans les années 1990 par des chercheurs tels que Daniel Pauly et Peter H. Kahn,. Ce phénomène met en évidence la tendance à ajuster la perception de l'environnement en fonction des expériences personnelles, ce qui entraîne une perte de la mémoire collective des écosystèmes. En d'autres termes, l'oubli des conditions environnementales passées amène à normaliser des niveaux dégradés de l'environnement.
Les sociétés occidentales et celles qui prennent ces dernières comme modèles de développement considèrent la nature principalement comme un bien consommable et sacrifiable, en d'autres termes, une ressource à exploiter. Guidées par le progrès technologique et la quête perpétuelle de croissance, elles perçoivent la nature comme une ressource économique, en corrélation avec l'essor du capitalisme à partir du XIXe siècle. La préservation des écosystèmes est dès lors délaissée ou mise au second plan, bien que depuis quelques décennies, une prise de conscience ait lieu sur l'ampleur de la destruction récente.[non pertinent]
Par son concept d'« extinction de l'expérience de la nature », Robert Pyle insiste sur l'importance de maintenir un lien actif avec la nature pour préserver notre capacité à la comprendre et à l'apprécier. Il affirme que c'est la baisse des interactions entre les humains et la nature qui participe au déclin de la biodiversité dans les espaces de vie. Des travaux permettent de mieux comprendre l'évolution des perceptions de la nature à travers les générations tels que celui réalisé par Anne-Caroline Prévot, directrice de recherches au CNRS, chercheuse au Centre d'Écologie et des Sciences de la Conservation et au Muséum national d'histoire naturelle.

## Conséquences
Daniel Pauly souligne que chaque génération perçoit comme standard ce qui est, en réalité, une réduction de la richesse environnementale, conduisant à ne conserver que « de misérables restes ». En oubliant les écosystèmes passés et en minimisant les changements environnementaux, les dommages causés à la biodiversité et aux ressources naturelles sont sous-estimés. Cette sous-estimation peut mener à une indifférence généralisée et à une résignation face aux questions environnementales.

### Exemples symboliques

#### État de la biodiversité
Le travail de Jeremy Jackson (en), professeur à l'Institut Scripps d'Océanographie et à la Smithsonian Institution. Dans l'un de ses travaux, il démontre que la surpêche antérieure a affecté l'équilibre écologique des récifs coralliens de Discovery Bay en Jamaïque. Il met en exergue la différence entre notre vision actuelle et la réalité historique des écosystèmes marins.
Une étude de 2020 a montré qu'en raison de ce phénomène, les générations plus anciennes percevaient davantage le besoin de mener des actions de conservation pour des espèces d'oiseaux en déclins que les jeunes générations.
Stéphane Pouvreau, directeur de recherche à l’Ifremer, indique que l'évolution des récifs coquilliers de l'huitre plate, qui comportaient au XVIe siècle des étendues considérables en Europe et sont décimés au long du XIXe siècle, témoigne de façon nette de l'amnésie écologique ou syndrome de la référence mouvante : « les écologues, issu·es des sciences naturelles, peinent à travailler avec les historien·nes, qui ont d’autres outils et méthodes. Formés aux sciences dites « dures », ils et elles ont tendance, plus ou moins tacitement, à définir la normale d’après leur propre expérience de jeunesse, ou tout au plus celle de leurs professeur·es, tout simplement parce qu’ils écartent les données antérieures, qui leur paraissent de mauvaise qualité, peu fiables, voire ascientifiques ».

#### Distribution des espèces
Les zones de distribution de plusieurs espèces ont changé avec le temps, notamment en raison des pressions anthropiques. Ainsi, durant l'Antiquité, des lions étaient présents en Grèce, ainsi que des loups en France et en Espagne. Ces présences animales sont parfois considérées comme « artificielles » à notre époque,. De même, le castor d'Europe était présent dans pratiquement toute l'Europe au XIe siècle mais a disparu de pratiquement toute la France au début du XXe siècle, avant de revenir progressivement dans les cours d'eau durant les décennies suivantes,.
A contrario, la présence d'espèces exotiques envahissantes peut être considérée comme normale, voire entraîne des projets de réintroduction, dans une société où l'amnésie écologique ne permet pas d'évaluer le statut réel d'espèces introduites.

#### Changement climatique
Les effets du changement climatique étant relativement lents, ils sont peu perçus par la population. Les jeunes générations qui n'ont connu que des étés caniculaires estiment que ces derniers sont normaux, alors qu'il s'agit d'un phénomène récent. Ce manque de prise de conscience peut limiter les actions collectives pour lutter contre ce problème, voire engendrer de l'antipathie envers ces actions.

#### Aménagement du territoire
Les processus d'aménagement du territoire et les changements d'occupation des sol peuvent aussi faire l'objet d'une amnésie écologique, comme par exemple la transformation d'espaces naturels ou ruraux en zones industrielles et urbaines. Le cas de la ZAC des Tulipes à Gonesse exemplifie ce propos : la multitude de tulipes qui habitaient autrefois la ZAC a été remplacée par des bureaux et des bâtiments de logistique. Il en est de même pour des territoires qui étaient antérieurement destinés à l'agriculture : la culture de roses à Fontenay-aux-Roses, la culture de pêches à Montreuil ou celle d'ananas dans les serres du château de Choisy-le Roi, ont progressivement été urbanisés au cours du XXe siècle notamment et les habitants en ont perdu la mémoire collective.

#### Savoir traditionnels
Dans le domaine de l'ethnobotanique, qui étudie l'évolution des données relatives aux ressources végétales, il peut se produite une perte de savoir et de compétences associée aux pratiques traditionnelles. Les causes de l'appauvrissement des savoirs liés aux plantes sont la transmission intergénérationnelle et les changements environnementaux. L'absence de communication entre les générations et la dégradation environnementale peuvent entraîner l'oubli de l'état antérieur de l'environnement.

#### Dans l'art et la culture
Anne-Caroline Prévot analyse la manière dont les paysages extérieurs sont représentés dans les films d'animation Walt Disney. Paris est par exemple plus verdoyante dans le film Les Aristochats réalisé en 1970 que dans le film Le Bossu de Notre-Dame réalisé en 1996. Ainsi, cette étude montre qu'en quelques décennies, la manière de percevoir et d'expérimenter la nature change et évolue.

## Remèdes à l'amnésie écologique

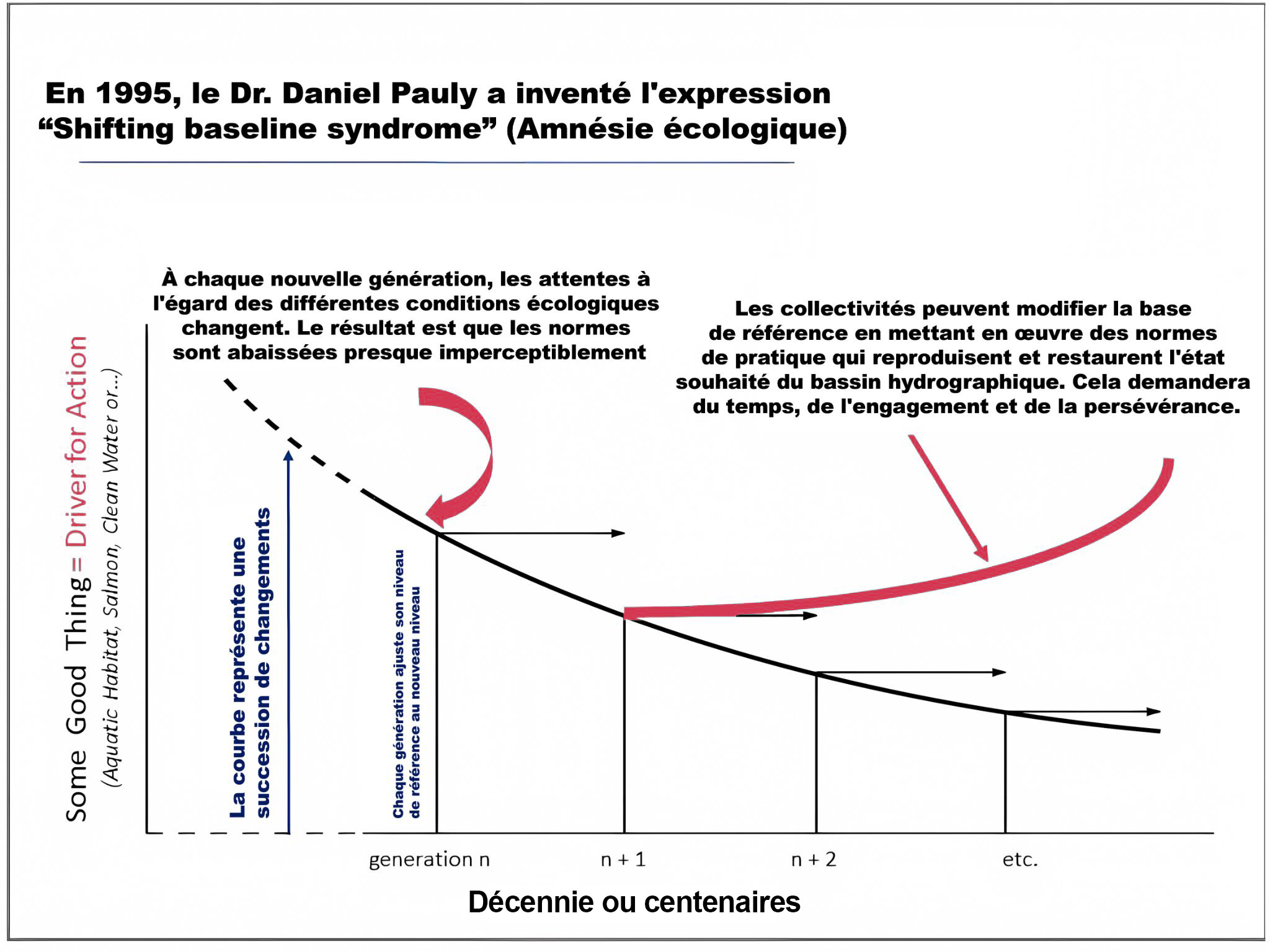
Graphique représentant le concept d'amnésie écologique.

### L'importance de l'éducation et de la sensibilisation
L'éducation et la sensibilisation à l'environnement dès le plus jeune âge sont des outils essentiels pour lutter contre l'amnésie écologique. En apprenant aux enfants à observer, comprendre et apprécier la nature, on les aide à construire une relation durable avec elle. Cela peut passer par des sorties en forêt, des ateliers de jardinage, des jeux éducatifs, etc..
Il est peut-être important de sensibiliser les adultes à l'impact de leurs actions sur l'environnement. Les médias, les associations et les institutions peuvent avoir un rôle à jouer dans ce domaine.
La démocratisation de technologies telles que la photographie contribue occasionnellement à atténuer l'amnésie écologique, grâce à la comparaison d'images d'époque montrant des lieux désormais méconnaissables[réf. nécessaire].

### Se reconnecter à la nature par l'expérience directe
L'expérience directe de la nature est un moyen particulièrement mis en avant afin de contrer l'amnésie écologique. En passant du temps dans la nature, on peut observer les changements qui s'y produisent et prendre conscience de sa fragilité.
De nombreuses activités respectant l'environnement permettent de se reconnecter à la nature: la randonnée, le camping, le jardinage, l'observation des oiseaux, etc.

### S'engager pour la protection de l'environnement
S'engager pour la protection de l'environnement est un moyen de lutter contre le mécanisme psychologique de l'amnésie écologique. Par des actions concrètes, il est possible de contribuer a la préservation de la nature.
Il existe de nombreuses associations et initiatives qui œuvrent pour la protection de l'environnement. Chacun peut trouver un moyen de s'engager à son niveau, en fonction de ses intérêts et de ses disponibilités.

### Le rôle des arts
Comme le suggère Daniel Pauly, les arts et les nouvelles technologies peuvent également jouer un rôle important dans la lutte contre l'amnésie écologique: des films, œuvres d'art et simulations permettent de visualiser un état antérieur d'un écosystème donné, inapparent actuellement.

## Voir Aussi